# 宇品丸
宇品丸（うじなまる）は、日本陸軍が保有した軍隊輸送船。軍需輸送や上陸戦の訓練などを目的として貨物船を購入のうえ改名・改装したもので、陸軍運輸部を代表する顔的な船だった。太平洋戦争末期に機雷と空襲により大破したが、戦後に復旧されて民間で使用された。

## 船歴

### 陸軍購入前
本船は1919年（大正8年）にアメリカ合衆国ミシガン州のMcdougall Duluth S.B.Co. U.S.A.で建造され、同年に進水し、同年5月に竣工した。
竣工後はアメリカのU. S. Shipping Board所有の「Cerro Gardo」となった。総トン数2,214トン、三連成レシプロ機関1基を主機とする小型貨物船で、姉妹船に昭光丸（松岡汽船：2,208総トン/Ex-Chamblee）等17隻がいる。
1928年（昭和3年）5月17日、日本の宗像商事に売却され、「宗安丸」（そうあんまる）に改名した。この点、松原（1996年）は「宇品丸」の前身を1930年（昭和5年）頃に『日本船名録』から抹消された貨客船「第五室蘭丸」（栗林商船：2,128総トン）だとするが、『陸軍省大日記』に収録された購入経緯に関する報告文書では「宗安丸」となっている。

### 陸軍船時代

#### 購入と改装
1928年（昭和3年）5月、陸軍運輸部は3000総トン級の汽船1隻の購入を白川義則陸軍大臣に申請したが認められなかった。しかし、翌1929年（昭和4年）3月にも、陸軍運輸部は同様の申請を行った。当時の日本陸軍は、第5師団に上陸戦を任務とする工兵隊（丁工兵）を設けるなど上陸戦の研究への関心が高まっていた。それまで陸軍運輸部では臨時用船契約の形で商船を借りて海上輸送に使用していたが、歩兵の2期に分けた入営が開始されて必要な用船期間が延びること、隠密迅速な海上輸送に便利なこと、研究や上陸訓練に有用であること、海運不況で船の価格が下がっていることなどを考慮して独自の輸送船保有を計画していた。宇垣一成陸軍大臣は申請を認可し、陸軍省は宗像商事から「宗安丸」を購入、8月26日付で陸軍省へ移転登記、9月11日付で「宇品丸」と改名登録された。名祖の宇品は陸軍運輸部の所在地で、日本陸軍の船舶部門の中心拠点であった。
「宇品丸」は軍隊輸送船として改装工事を受けた。既設の12トンデリックに加えて25トンデリックを装備し、装甲艇や戦車などの重装備の吊上げが可能となっている。大発動艇や小発動艇などの上陸用舟艇の搭載もできたが、後の陸軍特殊船のような特殊な舟艇母船機能は有しない。1929年の図面では、第2船倉口上に大発動艇1隻と偵察艇1隻を横置きし、第1・第4船倉口脇の上甲板と船央楼上ボートデッキの各両舷にダビットで小発動艇計6隻を吊るしており、舟艇に移乗するための舷梯と縄梯子が両舷に設置されている。

#### 陸軍船としての運用
完成した「宇品丸」は、陸軍運輸部の顔として宇品を拠点に上陸戦用の工兵部隊の訓練などに従事した。海軍と協力して行われた1929年の特別工兵演習では、給油艦「鳴戸」・給糧艦「間宮」・徴用輸送船3隻とともに第一水雷戦隊の護衛下で船団を組み、第5師団と第18師団工兵による模擬上陸作戦を実施している。1934年（昭和9年）の陸海軍連合演習や1936年（昭和11年）の特別大演習でも輸送船役として計画書に船名が挙がっている。
訓練以外には戦線後方を中心として軍需輸送に使用された。例えば満州事変中の1932年（昭和7年）3月には、第2師団の一部2500人を「相田丸」とともに新潟港から大連市へ輸送した。1937年（昭和12年）に日中戦争が勃発すると、南京市・上海市・下関港・大阪港を結ぶ定期軍需輸送に従事した。1941年（昭和16年）の南部仏印進駐では、飛行場設定隊の揚陸を担当した。
1941年末の太平洋戦争開始後は主に瀬戸内海にとどまって、陸軍船舶兵の訓練に従事している。輸送任務では、1942年（昭和17年）12月3日に門司発の部隊輸送で、高雄港と馬公を経由して、21日にマニラへ到着。日本の戦況が悪化した1944年（昭和19年）には沖縄・台湾方面への増援部隊輸送に投入され、7月13日に門司発・鹿児島湾経由・那覇港行きの護送船団に加入して22日到着。8月17日に鹿児島発のカナ717船団に加入して19日に那覇到着。12月9日に鹿児島発のカタ609船団に加入して、那覇経由で16日に基隆港へ到着したことが確認できる。また、『陸軍徴傭船舶行動調書』によれば、1944年7月から1945年7月まで、日本本土の門司・博多港・敦賀港等と朝鮮半島の釜山港・羅津・清津等の間をたびたび航海している。
本船の軍用船として最後の任務となったのは、1945年（昭和20年）の日本海での食糧輸送だった。日号作戦で大陸方面からの食糧輸送が全力で進められる中、「宇品丸」も羅津から新潟への穀物輸送航海に出た。しかし、7月6日、新潟沖でアメリカ軍の飢餓作戦により敷設されていた機雷に接触し、2番船倉に浸水、沈没を避けるため信濃川河口へ自ら擱座した。8月10日、新潟市はアメリカ海軍機動部隊から発進したF6F戦闘機16機による空襲を受け、「宇品丸」も攻撃目標となった。「宇品丸」は高射砲・機関銃合わせて6門で応戦してアメリカ軍機1機を撃墜したものの、被弾炎上してしまう。船員約50人・船砲隊等約100人が乗船していたうち、船員3人・兵員16人が戦死した。

### 戦後
「宇品丸」の船体は終戦後も放置されていたが、新潟港の復旧作業の一環として1946年（昭和21年）5月11日から海洋サルベージが開始された。擱座地点が中央埠頭と臨港埠頭の中間で航行への障害度が大きかったため、港内の22隻の沈没船の中で最初の作業対象となった。同年7月に浮揚に成功した「宇品丸」は関釜連絡船としての再使用が計画され、運輸省鉄道総局（後の日本国有鉄道）に移籍。舞鶴港へ曳航して修理のうえ、1948年（昭和23年）前半には下関へ回航された。サルベージ・修理費用の相当分は運輸省が負担している。ところが、朝鮮郵船が所有船5隻をGHQの命令により韓国で使用されていることを理由に代船5隻の提供を日本政府に求めてきたことから、1950年（昭和25年）2月28日のポツダム命令で「宇品丸」は「興安丸」などとともに朝鮮郵船へ払い下げられることとなり、関釜連絡船としての就航は実現しなかった。
1950年（昭和25年）3月に日本政府から朝鮮郵船へ等価交換の形で譲渡された「宇品丸」は、朝鮮郵船（後に東京郵船へ改組）の所有船として1958年（昭和33年）まで運航された。1958年4月には東京郵船から室町海運に譲渡され、「栄海丸」（えいかいまる）と改名した。1959年4月には主機関をディーゼルエンジンに換装する近代化改装を終えている。1966年（昭和41年）、パナマのChen An Nav. Co.に売却され、「Shin Ming」に改名。1967年（昭和42年）、基隆にて解体完了となった。

## 慰霊碑等
「宇品丸」が太平洋戦争末期に擱座して空襲を受けた新潟市では、町内会などの有志により1954年（昭和29年）に戦死者のための「軍用船宇品丸慰霊塔」が北部船見児童遊園地（現在の北部公園）へ建立された。その後、北部公園の隣接地へ移設されている。地元有志による慰霊祭も行われている。